# (466959) 2016 AA179
(466959) 2016 AA179 es un asteroide perteneciente al cinturón de asteroides, descubierto el 29 de julio de 2008 por el equipo Spacewatch desde el Observatorio Nacional de Kitt Peak (Arizona, Estados Unidos).